# Nemausus
Ne doit pas être confondu avec Nemossos.
Pour les articles homonymes, voir Nemausus (homonymie).
 (mars 2013).
Nemausus est le nom antique de l'actuelle ville de Nîmes. Il s'agit, à partir du IIIe siècle av. J.-C., de la capitale de la tribu des Volques Arécomiques, l’une des tribus de Gaule narbonnaise. À l'époque romaine, la ville est l’une des plus vastes de Gaule au niveau de la superficie et compte vingt mille habitants à son apogée. À titre de comparaison, Lugdunum (Lyon) capitale des Gaules, compte à la même époque environ cinquante mille habitants.
On se situe dans une région aride qui pourtant dispose d’un approvisionnement en eau grâce à une source importante. Cette source deviendra très vite un lieu sacré aux yeux des habitants de Nîmes.

## Historique

### DuVIeauIIesiècleav. J.-C.
Autour de Massalia (Marseille) fondée en 600 av. J.-C. se développent plusieurs comptoirs commerciaux qui vont au fur et à mesure se regrouper en Oppida. Les premiers habitats attestés à Nîmes sont datés de la fin du VIe siècle av. J.-C.. Ils étaient constitués de cabanes de terre crue à toiture en torchis soutenue par des poteaux de bois. Cet habitat primitif va progressivement être abandonné au profit de bâtisses plus solides, constituées de pierre ou de briques crues.
Au IIIe siècle av. J.-C., la puissance de la ville s’accroît et une enceinte en pierre sèche ponctuée par plusieurs tours de surveillance est bâtie autour du site. Dans la partie basse on y ajoute même un fossé de 3,50 m de profondeur pour renforcer la protection. Selon les estimations, les remparts devaient englober pas moins de 30 ha, ce qui représente une superficie quatre ou cinq fois supérieure à la moyenne des oppida de la région.
Strabon et Pline rapportent qu’une peuplade celte se serait établie dans la région et aurait fondé, sur le territoire de la ville de Nîmes, l’antique capitale des Volques Arécomiques. Cette dernière devint maîtresse de vingt-quatre bourgs considérables. Durant l'âge du fer (VIIIe – IIe siècles av. J.-C.), Nîmes constitue l'un des principaux oppida de la Celtique méditerranéenne.
À Nîmes, les Volques Arécomiques s'installent près de la source de la Fontaine. Là, au pied du mont Cavalier, un sanctuaire se crée et la source est divinisée. C'est à cette époque qu'est notamment édifiée la tour Magne, au sommet du mont Cavalier, qui sera plus tard intégrée à l'enceinte romaine.
Nemausus étant considérée comme la capitale de la cité des Volques Arécomiques, elle va prendre une importance territoriale considérable, et ce pour deux raisons : tout d'abord, la ville va devenir un lieu d’échanges crucial pour la région, ce qui va accroître sa puissance économique. On sait, par des découvertes archéologiques, que Nîmes avait des relations avec de nombreuses régions, en particulier avec les régions méditerranéennes. On a par exemple retrouvé (principalement dans des sépultures) des amphores ou d’autres céramiques venues de tout le monde méditerranéen (Marseille, Etrurie, et même Grèce). La seconde raison de l’importance prise par Nîmes est liée au caractère sacré de sa source. Le culte rendu au dieu Nemausus (qui a donné son nom à la ville) a pu attirer les foules depuis de nombreuses années.

### Période romaine
La victoire remportée sur les Arvernes du roi Bituit par Cnaeus Domitius Ahenobarbus et Quintus Fabius Maximus, en 121 av. J.-C., décida du sort de la ville. En effet, l’inquiétude que leur causaient leurs turbulents voisins engagea les Volques à s'offrir d'eux-mêmes aux Romains et à se mettre sous leur protection. Cela ne leur permit pas pour autant d’échapper aux dévastations causées par l’irruption des Cimbres et des Teutons. La colonie fondée par Octave Auguste sous la direction de Marcus Vipsanius Agrippa ne fut définitivement organisée qu’en l’an 27 av. J.-C.. La Colonia Augusta Nemausus est dotée de nombreux monuments et d’une enceinte de 6 km de long, enfermant la troisième superficie urbaine des Gaules (provinces de Germanie incluses), 220 ha.
Après 121 av. J.-C., la région méditerranéenne de la Gaule devient romaine et prend le nom de Gaule narbonnaise. Le développement de la ville de Nîmes va encore s'intensifier, notamment grâce à sa situation géographique, puisque la ville sera traversée par la via Domitia, voie construite par Rome sur la trajectoire d'une ancienne voie gauloise, la voie héracléenne. La via Domitia deviendra essentielle dans le développement économique de la ville puisque son emprunt est obligatoire pour se rendre de l’Italie jusqu'à la péninsule Ibérique.
Au cours du Ier siècle avant notre ère, Nîmes se détache progressivement de l'influence de Marseille pour entrer peu à peu dans l'orbite de Rome.
Après la conquête de Marseille par César, la romanisation de Nîmes va encore s’accélérer ; la ville reçoit alors le titre de Colonia Augusta Nemausus, ce qui correspond à une colonie de droit latin. Ce titre de colonie permet à la ville de garder une certaine autonomie sans que la romanisation ne soit freinée puisque l'on notera, par exemple, la frappe de diverses monnaies utilisant l'alphabet latin.
Architecturalement, la ville prend une forme de plus en plus romaine avec une apparition importante de plusieurs bâtiments à caractère public. De même, les habitations se déportent de plus en plus des collines vers la plaine. Il s’agit là d’un véritable symbole de l’expansion urbaine de Nîmes.
En 1840, une plaque de pierre dédiée à la déesse gauloise Belisama, écrite en caractères gallo-grecs, est découverte à Vaison-la-Romaine : elle nous apprend qu'un certain Segomaros, citoyen de Nîmes, a offert à Belisama un sanctuaire (« nemeton »). Segomaros (« grand victorieux » en langue gauloise) était très probablement un Nîmois d'origine volque arécomique.
Vers la fin du IIIe siècle, le christianisme commença son histoire en 287 à Nîmes avec saint Baudile. Au début du Ve siècle (407-408), une invasion des Vandales avec Chrocus à leur tête apporta son lot de dévastations dans la colonie qui vit disparaître, entre autres, la basilique civile ou le temple élevé(e) en l’honneur de Plotine.
En 2016 est officialisée la découverte de ce qui aurait été la première église de Nîmes, construite au Ve siècle, avec autour 130 tombes.

## Organisation de la société de Nemausus

### Classes sociales
Il existe en Gaule une hiérarchie en trois classes entre les hommes ; hommes libres, affranchis et esclaves, et ce déjà avant l’arrivée des Romains. La romanisation de la Gaule n’a pourtant pas réellement bouleversé cette hiérarchie puisqu’elle était plus ou moins semblable à celle de Rome. L’esclave n’a aucun droit, mais un nombre important de devoirs dont le plus important est bien sûr de servir son maître. L’affranchissement s’obtient presque systématiquement de la grâce du maître. Pour autant l’affranchi garde éternellement certains devoirs envers ce maître.
Bien que conquis, les Gaulois ne sont pas pour autant asservis et sont considérés comme des Hommes libres. Concrètement les tribus gardent leur existence matérielle, leur nom, leur territoire ou leurs dieux, mais n’ont pas la citoyenneté romaine. Officiellement, les Nîmois sont sujets des Romains, on les appelle pérégrins. Pourtant une certaine élite de privilégiés va tout de même pouvoir obtenir cette citoyenneté. Cet état de fait va entraîner une hiérarchisation à l’intérieur même de cette catégorie de population.

Les droits que les différentes populations gauloises ont pu obtenir dépendent fortement de la résistance opposée à Rome lors de leur conquête. Ainsi des peuples ayant lutté jusqu’aux derniers instants, comme les Arvernes, ont des droits plus restreints et sont souvent régulés par un gouverneur romain local. En revanche, à Nîmes qui n’opposa pratiquement aucune résistance à Rome les droits étaient plus importants. La cité appartient à cette catégorie de ville qui possédait un statut de colonie de droit latin. Ce statut va donner naissance à un nouveau groupe d’hommes libres hiérarchiquement situés entre les pérégrins et les citoyens romains. Ils ont d’abord le droit de commercer avec les Romains, mais leur véritable privilège est de pouvoir obtenir la citoyenneté romaine relativement facilement, en particulier pour les aristocrates. En effet, ces citoyens latins obtenaient la citoyenneté romaine dès lors qu’ils entraient dans une magistrature locale. Ainsi les élites d’époques gauloises vont très vite récupérer leurs avantages sous l’occupation romaine. La citoyenneté romaine pouvait aussi s’obtenir par des services rendus à l’armée ou simplement par le bon vouloir d’une haute puissance de Rome.
Dès qu’il obtient cette citoyenneté, le Nîmois prend un nom latin et est rattaché à l’une des trente-cinq tribus du territoire de Rome. Ainsi officiellement ces citoyens sont domiciliés de ces cantons. Dans le cas de Nîmes, comme pour la plupart de ces Gallo-Romains de la Narbonnaise, les citoyens romains sont rattachés à la tribu Voltinia. Ces citoyens vont obtenir plusieurs droits plus théoriques que véritablement appliqués comme l’exonération de capitation ou le droit d’être jugés uniquement à Rome. Mais leur véritable privilège se situe dans leur « droit aux honneurs publics », c'est-à-dire la possibilité de parvenir à la fonction publique. L’élite nîmoise fut l’une des premières à obtenir ce droit. Accorder cette possibilité d’intégrer les plus hautes hiérarchies romaines à des provinciaux est clairement une façon stratégique de romaniser les provinces en profondeur, non pas en soumettant les peuples par la force, mais en changeant les mentalités. L’objectif est de faire en sorte que les conquis se sentent à la fois romains et impliqués dans le succès de l’empire. Tout cela dénote à la fois d’une volonté romaine de rallier les meilleurs éléments provinciaux à la cause de l’Empire, mais aussi de limiter les révoltes.

Évoquons pour finir la tenue de la vie politique de la ville de Nîmes. Elle se situe sur le forum au cœur de la cité comme toutes les activités administratives. Le bâtiment qui la cristallise le plus est sans doute la Curie dont les vestiges ont tardivement été identifiés au nord de la maison carrée. Il s’agit d’un grand édifice à péristyle au plan grossièrement carré, dont les dimensions ont dû évoluer entre quinze et vingt mètres de côté. Ce lieu est particulièrement symbolique puisque c’est ici que sont prises toutes les décisions importantes de la ville par le sénat. C’est aussi l’une des magistratures qui requièrent la citoyenneté romaine.

### Vie économique

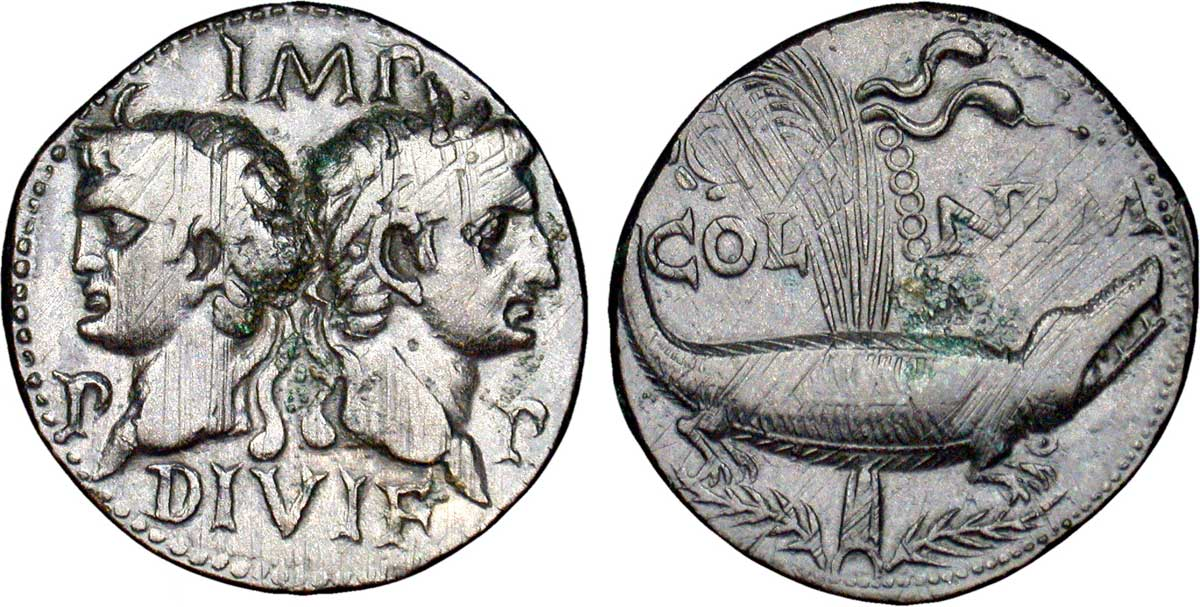
Dupondius frappé à Nemausus.Date : c. 10-14 AD. Description avers : Têtes adossées d'Agrippa coiffé de la couronne rostrale à gauche et d'Auguste lauré à droite.
Description revers : Crocodile enchaîné à un palmier qui est surmonté d'une couronne ; sous le crocodile, deux palmettes.

Pour introduire cette partie sur l’économie nîmoise, il est intéressant d’évoquer rapidement la monnaie frappée par la ville.
Aux débuts de la romanisation de Nîmes, les monnaies frappées sur place de bronze ou d’argent semblent apparentées aux monnaies de Marseille. Sur une petite monnaie de bronze qui prend en modèle la monnaie marseillaise, on retrouve le nom de Nîmes en grec (Namasat), et le taureau présent sur la monnaie marseillaise est remplacé par un sanglier. Il n’est d’ailleurs pas à exclure que ces monnaies destinées aux besoins d’un marché local aient été frappées par un atelier marseillais.
Par la suite, à partir de 28 avant notre ère, Nîmes va produire une véritable monnaie coloniale qui restera célèbre, le Dupondius au crocodile.
Cette monnaie, frappé de l’inscription COL NEM, indique que Nîmes disposait du statut de colonie. Cette marque se retrouve d’ailleurs bien avant, puisqu’on la retrouve sur des monnaies dès 44 avant notre ère. Il s’agit purement de monnaies coloniales ayant été justement frappées dans le but d’approvisionner les colonies romaines de la région.
Pour en revenir au Dupondius au crocodile, il reprend ce qui est encore le symbole de Nîmes aujourd’hui, le crocodile et la palme. Ces symboles ont pour but de commémorer la victoire d’Octave (futur Auguste), premier empereur romain, sur Antoine et Cléopâtre en 31 avant notre ère à l'issue de la bataille navale d'Actium, sur la côte occidentale de la Grèce, dans le golfe Ambracique, au sud de l'île de Corfou. Le crocodile égyptien est enchaîné à la palme romaine. Certaines hypothèses laissent penser que cette commémoration serait liée à l’installation dans Nîmes de vétérans romains ayant participé à cette bataille. Pour autant aucune source ne peut véritablement confirmer cette supposition. Dans tous les cas, il s’agit véritablement d’une marque d’attachement du peuple nîmois envers Auguste. C’est d’ailleurs l’empereur lui-même qui est représenté au droit de cette monnaie associé à Agrippa.
Dès les premiers temps, cette monnaie était devenue essentielle pour le commerce local, et avec le temps l’économie nîmoise devient florissante.
Situé sur un axe routier entre l’Italie et l’Hispanie, Nîmes est aussi proche de Marseille et de Narbonne (Ville la plus peuplée des Gaules selon Strabon). Cette situation géographique favorise donc nécessairement le commerce. L’intérieur même de la cité regorge d’ailleurs d’ateliers de production et d’étales en tout genre.
Les exemples de vestiges de ces anciens lieux de productions sont assez nombreux. Au sud du sanctuaire de la fontaine, on a pu apercevoir les traces de plusieurs ateliers de potiers et de fours. Il devait sans nul doute exister à Nîmes une grande production de céramique qui devait faire l’objet d’un commerce important. On a d’ailleurs une production d’amphores attestée. Au sud du forum, on a aussi émis l’hypothèse de l’existence d’un atelier de teinturiers, mais cela reste tout de même très incertain.
En plus de tous ces ateliers, il en existait aussi un de taille de pierre. Ces types d’établissement et le nombre important d’œuvres retrouvées (notamment en mosaïques) laissent à penser que l’activité commerciale de Nîmes devait étroitement être liée à son activité artistique.
Mais comme la vie politique, le cœur de la vie économique se déroule aussi sur le forum. C’est là que le marché public se situe et donc là où se font la plupart des transactions. Le développement du commerce à Nîmes qui est d’abord apparu au contact de la cité de Massalia, est un signe marquant de la romanisation de la ville. On sait que les peuples gaulois n’étaient pas très commerçants, se limitant à un artisanat basique et à l’agriculture. Même si le commerce apparaît réellement un peu avant l’arrivée des Romains, il explose en même temps que la monnaie se développe. Mais Nîmes garde une certaine mixité culturelle, puisque sa production se base surtout sur l’artisanat comme en témoigne la présence de plusieurs ateliers de potiers. Pour autant l’instauration du forum bouleverse les habitudes. Comme nous le verrons plus tard, il modifie à la fois la structure architecturale de la ville, mais devient aussi le symbole du changement de mentalité du peuple nîmois.

## L'urbanisme

### Le réseau d'eau

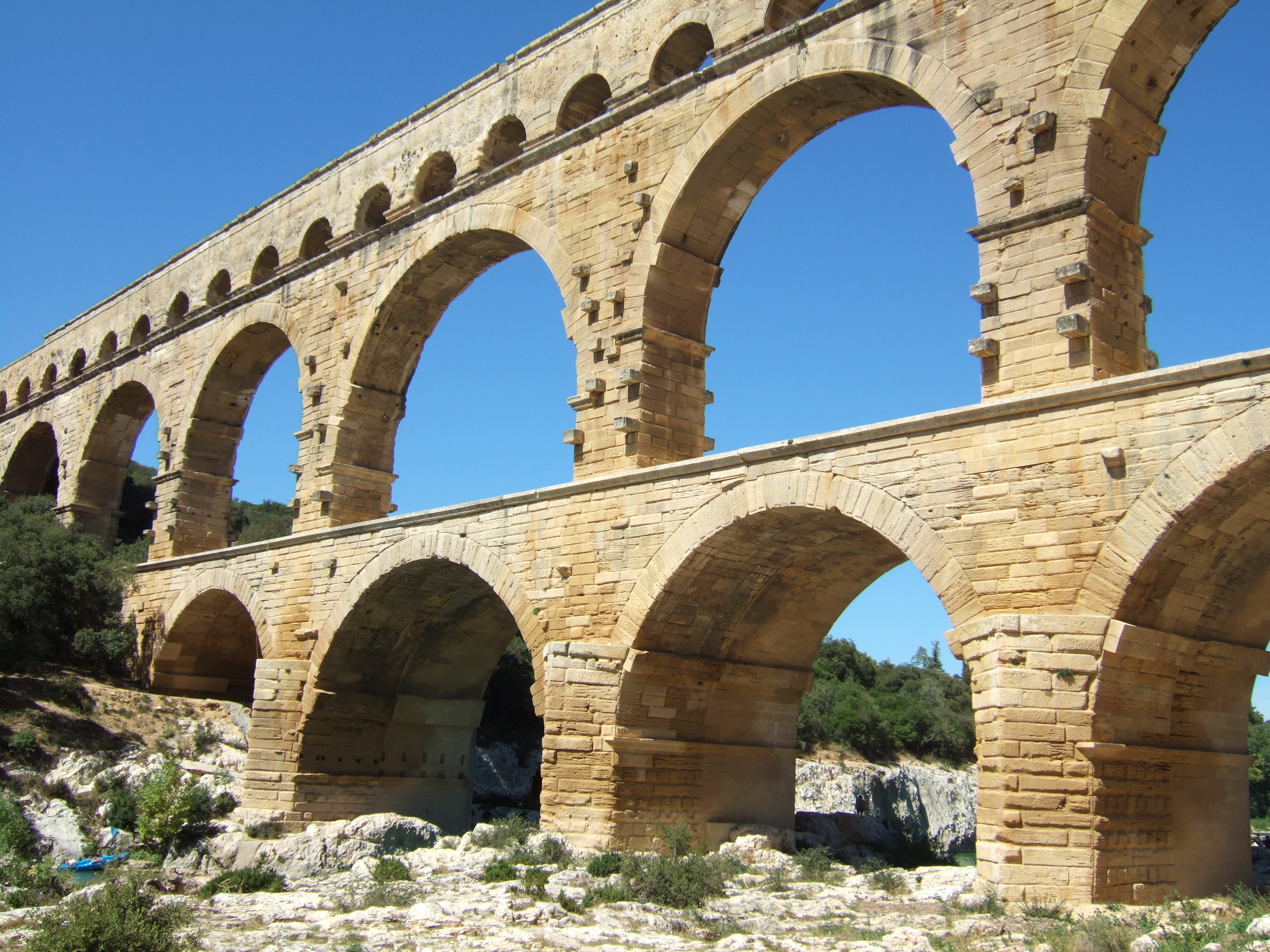
Le pont du Gard

L'eau, dans la civilisation romaine, est le symbole de deux concepts propres à cette culture, à savoir utilitas, l'utilité, et amoenitas, l'agrément. Elle est également associée à la religion, notamment aux rites de purifications, aux sanctuaires de sources.
Les nécessités en eau dans une ville gallo-romaine sont importants, c'est pourquoi les estimations des besoins en eau par habitant sont supérieures à celles d'aujourd'hui.
En ville, l'eau est essentiellement destinée à la collectivité, c'est-à-dire aux thermes et fontaines publiques, et non aux individuels.
À Nîmes, avant le Ier siècle de notre ère, les Nîmois s'abreuvaient à la source présente en ville, une source sacrée dédiée au dieu Nemausus qui donna son nom à la ville. Avec la croissance démographique, les ressources en eau se sont montrées insuffisantes, c'est pourquoi un aqueduc a été édifié au Ier siècle, entre 40 et 60 de notre ère sous les règnes de Claude et Néron.
Avec la construction de cet édifice, qui a duré une quinzaine d'années, un grand programme urbain prestigieux est exécuter. La ville se pare alors de fontaines, de thermes, d’un réseau d'égouts, de monuments, ce qui permettra à la ville d'acquérir le prestige auquel elle aspire.
L'aqueduc achemine l'eau sur environ 50 kilomètres, depuis les sources d'Eure et d’Airan près d’Uzès, ville situé à une vingtaine de kilomètres de Nîmes, jusqu'au castellum de Nîmes.
L'essentiel du parcours de l'aqueduc est souterrain : le conduit transportant l'eau (specus) est placé dans une tranchée où des regards, utilisés pour la maintenance, sont régulièrement disposés. Afin de garder la régularité du dénivelé (12 m), l'aqueduc émerge de terre et s'élève soit sur un mur soit sur des arches, comme le pont à trois arches de Saint-Maximin ou le célèbre Pont du Gard.
Cette œuvre, haute de 49 m et longue de 275 m à son plus haut niveau, est un élément majeur de l'aqueduc de Nîmes. Ce pont-aqueduc, le plus haut du monde romain, qui franchit le Gardon, est constitué de trois niveaux d'arches (6 arches au premier niveau, 11 au deuxième et 47 au troisième). Sur les deux premiers niveaux, le pont est constitué d’arches superposées réalisées dans le même schéma architectural.
Ce pont-aqueduc est une œuvre exceptionnelle car la majorité des ponts-aqueducs construits dans le monde romain possède seulement un ou deux niveaux d’arches lorsque son trajet devient aérien, comme le pont-aqueduc de Fréjus, en France, ou bien celui de Carthage en Tunisie.
À son arrivée en ville, l'eau est stockée dans le Castellum divisorium de Nîmes.
Le castellum de Nîmes se présente sous la forme d’un bassin circulaire de 5,50 m de diamètre où arrive une grande arrivée d’eau rectangulaire, autrefois équipée d’une vanne métallique, et d'où partent dix canaux de distribution. Le fond du bassin était équipé de bondes de vidange qui permettaient, avec la vanne métallique, de réguler le débit de l’eau.
Les canaux de distribution contenaient des tuyaux en plomb qui acheminaient l'eau de façon hiérarchique dans les différents quartiers de la ville via cinq aqueducs secondaires. En effet, la distribution de l'eau est inégalitaire puisque seules les domus des notables et certains ateliers artisanaux bénéficient de l'eau courante ainsi que les édifices publics, comme les fontaines ou les thermes, qui sont prioritaires. Il est certain que ces privilégiés privés devaient verser un impôt supplémentaire pour recevoir l'eau courante. Dans les quartiers les plus modestes, les habitants devaient s'approvisionner aux puits ou aux fontaines publiques, dispersées dans les quartiers.
Concernant l'évacuation des eaux usées et des eaux de pluie, la ville est dotée d'un réseau d'égouts. Ces ouvrages souterrains sont des éléments essentiels à la propreté urbaine.
Ce réseau est bien plus démocratique que celui de la distribution de l'eau puisqu'il dessert également les quartiers les plus modestes et les ateliers des artisans.
Ce réseau d'égouts comporte des collecteurs où les différents conduits sont connectés. Ces collecteurs sont pourvus de regards pour assurer leur maintenance. Ces derniers se déversent dans des terrains bas ou dans les cours d'eau. On observe à Nîmes que les collecteurs principaux présentent un gabarit supérieur à la normale, certainement pour permettre l'absorption des crues, qui peuvent parfois être très importantes.

### L'habitat
Même si les informations recueillies à propos des habitations gallo-romaines en ville restent peu importantes, on sait tout de même qu’elles ont dû adopter le système gréco-romain. Pour les habitants les plus aisés, cette domus consiste donc en une cour à ciel ouvert destinée à recueillir les eaux de pluie entourée d’un portique couvert desservant les pièces de la maison. Le problème étant que le remaniement permanent des villes gallo-romaines au cours des siècles n’a pas pu permettre d’avoir des vestiges assez probants pour se faire une idée claire de l’organisation de ces pièces. On sait néanmoins que ces habitations s’appuyaient les unes contre les autres dans les limites d’îlots séparés par des rues ou des ruelles.
L’une des particularités des maisons gallo-romaine est l’apparente absence systématique d’escalier en maçonnerie. Excepté pour les caves et quelques rares exceptions, ces escaliers semblent constamment avoir été bâtis en bois. L’utilisation de marches et d’échelle en bois était courante dans les maisons de Rome, il semble qu’en Gaule elle soit devenue systématique. On peut l’expliquer par d’importantes ressources en bois et l’exiguïté commune des maisons gallo-romaine.
Les toitures, quant à elles, étaient la plupart du temps réalisé en pans inclinés. Les toits presque plats que l’on trouvait à Rome n’ont pas été transplantés en Gaule parce que l’humidité y était plus importante (Même si cela se révèle moins vrai pour Nîmes que pour le reste de la Gaule). À Nîmes, comme pour les escaliers, les tuiles sont réalisées en bois plutôt qu’en argile pour les mêmes raisons. Pour les riches propriétaires, ces toitures pouvaient être ornementés par des acrotères.
Dans ces habitations, le système de chauffage était limité à une ou plusieurs pièces du rez-de-chaussée. On avait en général un foyer aménagé dans la pièce centrale. Le système à hypocauste (c'est-à-dire un chauffage par le sol) surtout reconnu pour son utilisation dans les termes dans le monde romain, a couramment été utilisé en Gaule, même dans des habitations plutôt modestes. Mais il ne faut pas nécessairement l’associer à une salle d’eau, puisqu’il aussi souvent été utilisé pour le chauffage classique de pièces communes.
Les habitations gallo-romaines étaient par ailleurs très peu éclairées à cause de la rareté des baies. Dans la plupart des cas, on a très peu de fenêtres. Le peu que l’on a sont souvent très étroites. Ce phénomène s’explique par la précarité des moyens de fermer ces fenêtres. On connaît l’usage de la vitre, mais il s’agit d’un luxe très peu courant dans les demeures de particuliers. La plupart du temps on utilise un écran en matière périssable (toile, ou peau de bête) voire un simple volet sans battant pour clore ces petites baies. On utilise le même procédé pour les passages intérieurs entre les pièces qui n’ont que très rarement une porte, apanage des ouvertures vers l’extérieur. On pouvait néanmoins augmenter la lumière lorsque l’habitation disposait d’une cour intérieure, en tout cas lorsque la température permettait de laisser les portes ouvertes. Dans les villes du sud comme Nîmes on utilisait en outre souvent des lampes à huile en terre cuite, ce qui était moins le cas dans le reste de la Gaule où l’on devait faire importer l’huile.
Au niveau des sols, tout dépendait de la richesse du propriétaire. On pouvait aller du sol en terre battue pour les plus modestes, jusqu’aux riches dallages en marbre, ou aux luxueuses mosaïques pour les propriétaires les plus aisés. Les sites archéologiques nîmois fouillés jusqu’à présent nous ont d’ailleurs révélés bon nombre de magnifiques mosaïques.
Au niveau du mobilier de l’habitat on sait que les romains apportèrent une culture du meuble très raffiné. Chaises, fauteuils, coffre, armoire, table, tous étaient sculptés avec raffinement dans le bois. On ajoutait parfois quelques armatures en pierre ou en métal, seuls vestiges actuels de ces meubles.
Pour conclure avec la structure de l’habitat, notons la présence commune de registres décoratifs importants. Citons par exemple, les quelques îlots d’habitations fouillés à proximité de la maison carrée dont les seuls témoignages visibles intacts sont des mosaïques plutôt bien conservés avec plusieurs exemplaires assez remarquables.

### Les monuments de spectacle

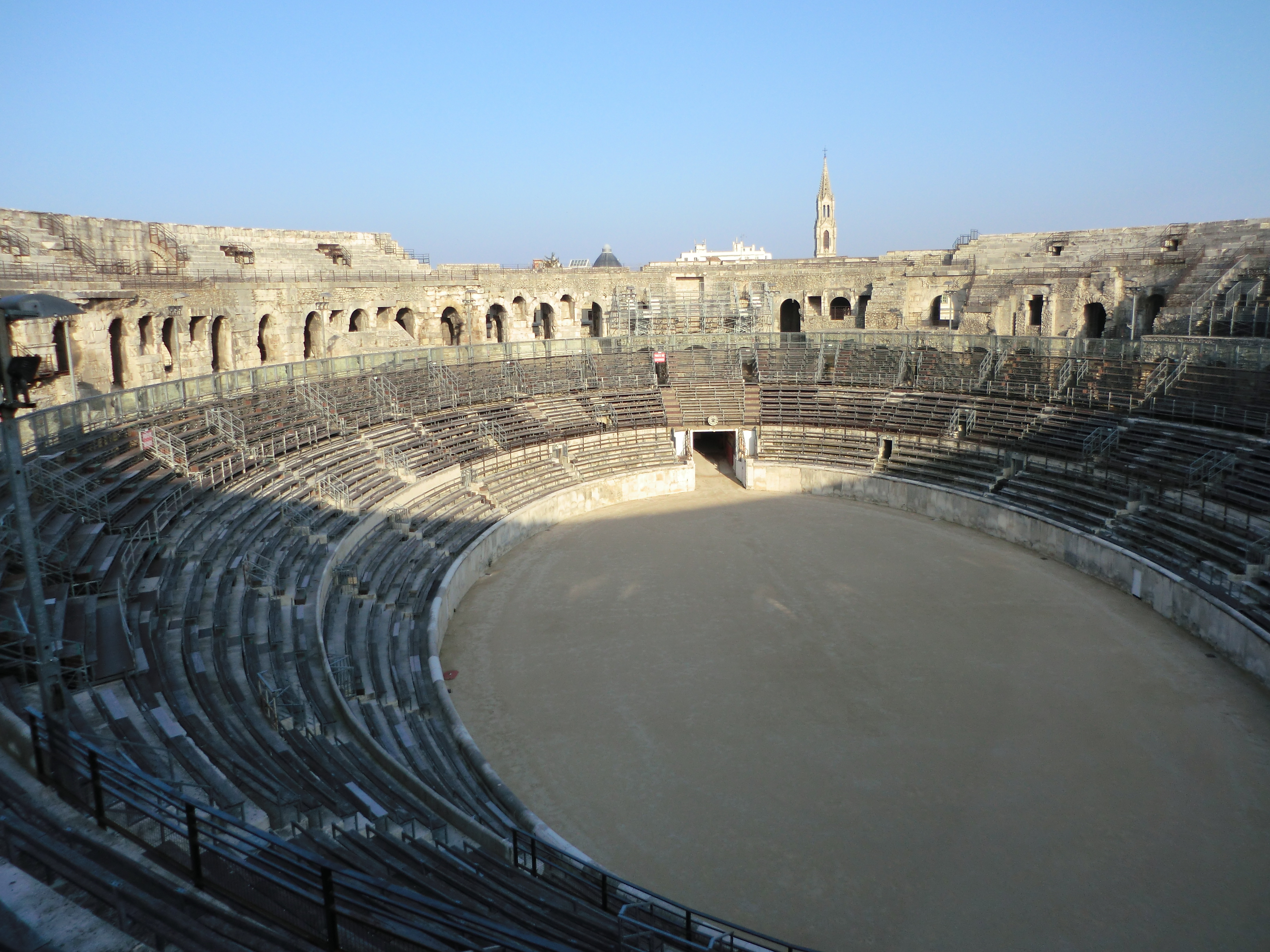
Vue intérieure de l’amphithéâtre

À Nîmes, un seul monument de spectacle antique peut encore être admiré. Il s’agit de l’amphithéâtre, aujourd’hui appelé « les Arènes », qui est l’un des mieux conservés du monde romain.
Vitruve définit les bases essentielles de ces édifices, qui sont les plus imposants du monde romain: « Il convient de répartir des voies d’accès nombreuses et spacieuses, en évitant que celles qui viennent d’en haut ne rencontrent celles qui viennent d’en bas ; on doit pouvoir les rejoindre à partir de toutes les places, en circuit direct et sans détour, de telle sorte que lorsqu’il quitte le spectacle, le peuple ne soit pas serré, mais trouve, quel que soit le siège qu’il occupait, une issue séparée et sans obstacle. »
L’amphithéâtre de Nîmes, datant de la fin du Ier siècle de notre ère, observe bien ces bases essentielles. En plan, l’édifice se présente comme une ellipse de 133 m de long sur 101 m de large, avec une piste centrale de 68 m sur 38 m. La façade, composée de deux niveaux de 60 arcades superposées et d’un attique séparés par une corniche, mesure 21 m de haut. Au sommet de la façade, on observe des pierres en saillie trouées qui servaient à fixer le velum qui pouvait s’étendre au-dessus des gradins pour protéger le public du soleil ou de la pluie.
La cavea, entourant la piste, divisée en 60 travées rayonnantes et 34 rangs de gradins, pouvait accueillir 24 000 spectateurs. Les 34 rangs de gradins de la cavea sont répartis en quatre maeniana horizontaux, séparées par un couloir de circulation et un muret, appelé balteus.
Il faut aussi noter la présence d’un théâtre qui a, quant à lui, totalement disparu. Il se situait à l’intérieur du sanctuaire de la Fontaine qui sera plus précisément détaillé plus en après.
Nous avons eu la preuve de son existence grâce à des sondages archéologiques. On estime qu’il devait s’étendre sur une pente de 85 m sur les flancs du mont Cavalier.
Il devait avoir une capacité d’accueil aux alentours de 7000 spectateurs, ce qui est comparable aux théâtres de villes comme Fréjus. Pour se faire une idée de son importance, on peut noter que le plus grand théâtre de Gaule, situé à Autun, pouvait accueillir jusqu’à 20 000 spectateurs.
Concernant l’architecture du théâtre nîmois, il est probable qu’il ressemblait à celui de la ville d’Orange, située à une cinquantaine de kilomètres de Nîmes. Ce théâtre est l’un des théâtres les mieux conservés du monde romain. Il pouvait accueillir environ 9000 spectateurs répartis dans une cavea semi-circulaire de 37 rangées de gradins et divisée en trois maeniana.
Les théâtres romains, contrairement aux théâtres grecs, n’accueillaient que des divertissements, comme des comédies, des tragédies et étaient souvent liés à un sanctuaire.

## Les marques de la romanisation

### L'enceinte
L’enceinte, mise en place entre 16 et 15 avant notre ère, va abriter un développement urbain important. Cette enceinte de près de 6 kilomètres de long englobait une surface proche de 220 hectares.
Pourtant, il semble qu’à l’intérieur de cette surface, l’occupation urbaine des habitations n’ait effectivement couvert que la moitié de cette surface. Tout cela semble indiquer que la construction de cette enceinte devait avoir plus un rôle prestigieux qu’un rôle défensif. En témoigne le coût colossal qu’a du induire l’importation des 130 000 tonnes de pierre nécessaire à la construction, le tout en temps de paix. Le but est sans doute plutôt d’être visible de loin et d’indiquer à la fois la puissance, et la profonde romanisation de la cité.
Pour en revenir au mur d’enceinte lui-même, il semble qu’il était ponctué d’environ 80 tours reliées par des courtines de 2,10 m d’épaisseur. Ces tours pouvaient être de deux types différents ; ou il s’agissait d’une simple tour semi-circulaire accolée à l’enceinte et qui ne l’interrompait donc pas, ou il s’agissait d’une tour carrée ou rectangulaire creuse parfois couverte qui dans ce cas traversait toute l’épaisseur de l’enceinte. Le rempart romain, haut d’environ 9 m, peut être daté d’entre 16 et 15 avant notre ère grâce à une inscription indiquant un don d’Auguste. Le parement était réalisé en petit appareil pour plus d’économie, mais les assises de la partie méridionale de l’enceinte étaient réalisées en grand appareil pour des questions de prestiges. C’était en effet la seule partie visible de loin.

### Les portes

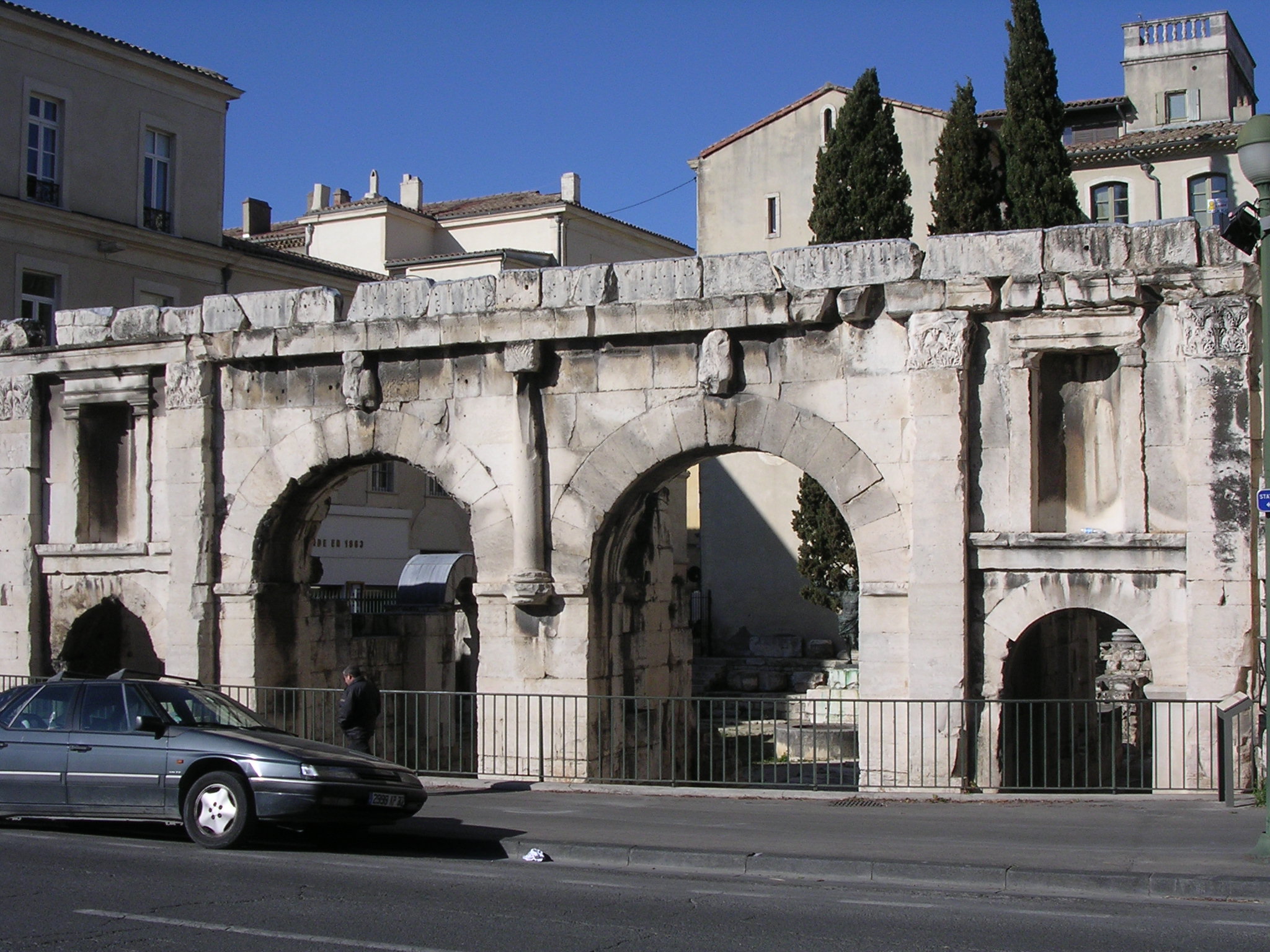
La porte d'Auguste

En plus des tours, l’enceinte est aussi jalonnée d’une dizaine de portes. À l’heure actuelle on a trois principales portes célèbres, dont la plus importante est sans doute la porte d'Auguste. Elle était pourvues de quatre passages, deux grands centraux pour les véhicules, et deux petits latéraux pour les piétons. Elle était flanquée de deux tours semi-circulaires. Lorsque l’on empruntait la voie domitienne depuis l’Italie vers l’Hispanie la porte d’Auguste faisait figure de porte d’entrée de la ville. On en ressortait par la porte du Cadereau dont l’existence ne fut attestée qu’en 1989. Contrairement à la première citée dont les vestiges actuels sont encore importants, celle-ci fut complètement rasée à l’antiquité, ce qui explique sa découverte tardive. Dans sa structure, elle devait fortement ressembler à la porte d’Auguste.
Pour finir, la troisième porte est appelée porte de France. En tant que tel, elle n’était pas aussi importante que les deux autres, mais reste connue aujourd’hui, tout simplement parce qu’elle est encore partiellement intacte. Il s’agissait d’une porte plus modeste située entre les deux principales et pourvue d’une herse. Contrairement à ce que l’on pensait avant la découverte de l’existence de la porte du Cadereau, elle ne devait pas desservir la voie domitienne vers l’Hispanie, mais plutôt une voie secondaire. Il devait sans doute exister plusieurs portes de ce type dans la ville, mais il s’agit de la seule ayant subsisté.
Il faut aussi noter qu’il existait en fait une double voie longeant cette enceinte ; l’une passant à l’intérieur qui empruntait le passage décrit précédemment, et l’autre longeant l’enceinte depuis l’extérieur, ce qui permettait de désengorger la ville pour les voyageurs ne souhaitant pas s’y arrêter.

### La tour Magne
La tour Magne est sans doute l’une des tours de guet le plus prestigieuses du monde gallo-romain. Si l’enceinte nîmoise en disposait d’une bonne quantité celle-ci se distinguait des autres. Elle a  été bâtie par les Romains à l’emplacement d’une tour gauloise primitive vers 15 avant notre ère, en même temps que l’enceinte. Cette tour gauloise, de forme tronconique était construite en pierre sèche dont les dimensions devaient se rapprocher selon les estimations d’une base de 12,70 m sur 17,20 m. La hauteur devait quant à elle atteindre près de 18 m au maximum. Pour ce qui est de sa datation, elle devait se situer aux alentours du IIIe siècle avant notre ère. L’intérieur de la tour actuelle porte encore le négatif de cette construction primitive.

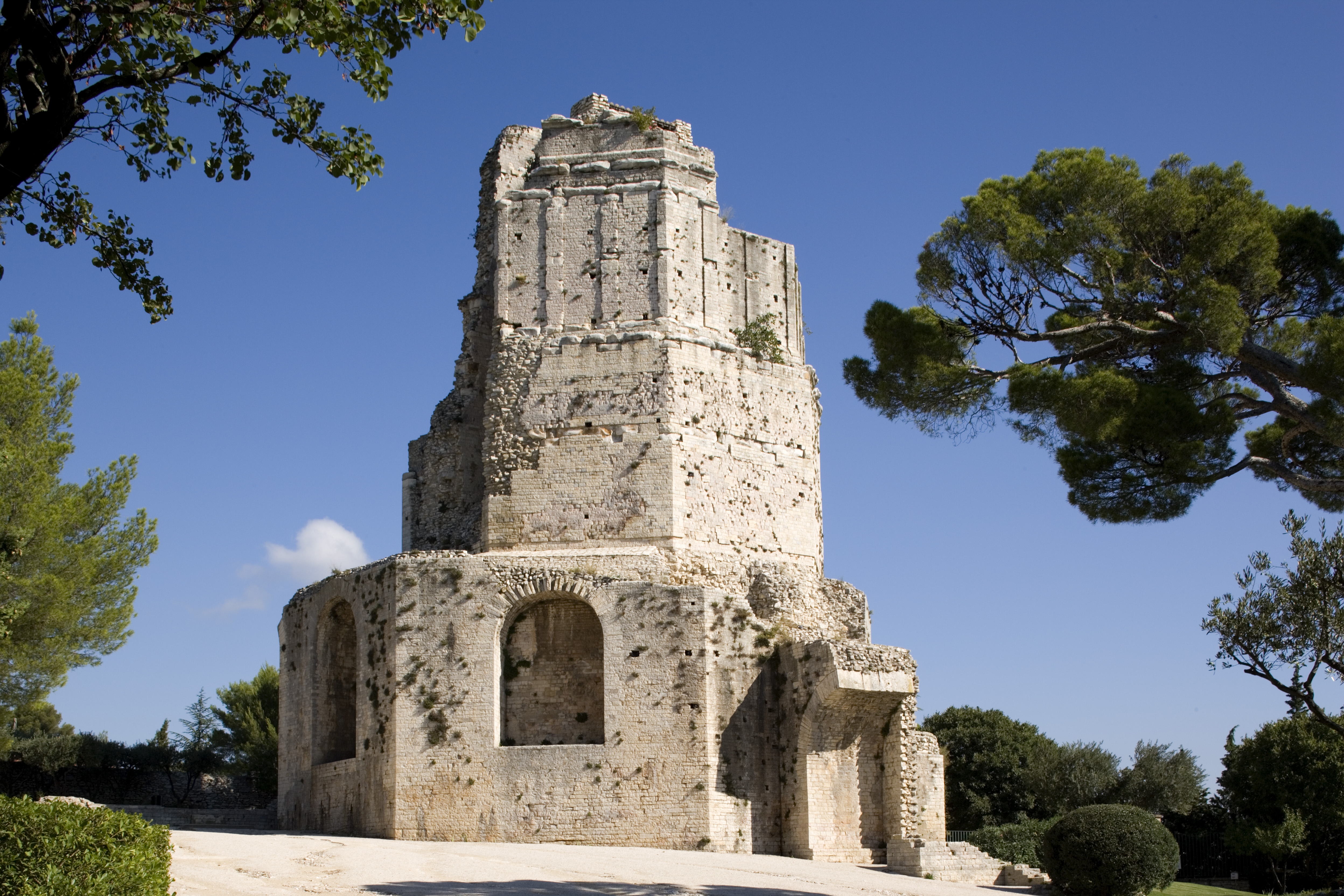
La tour Magne

Ces dimensions vont considérablement augmenter avec la construction romaine, puisque la tour va passer à 36 m de hauteur (Tombée à 32,50 m dans son état actuel). Elle prend un plan octogonal, et on a pour le massif de soubassement des dimensions qui s’étendent déjà entre 22,60 m et 23,50 m. Ce massif à lui seul mesure déjà 12,80 m de hauteur.
À l’origine l’élévation de la tour romaine était divisée en trois parties :
- Un socle de 7,50 m de hauteur pourvu d’une corniche
- Une partie composée de pilastres toscans de 6,50 m de hauteur
- Une partie composée de colonnes engagées dont il ne reste que le socle et deux bases

Elle disposait aussi d’une rampe d’accès au sud qui permettait d’entrer dans la base de la tour où se trouvait un escalier desservant le chemin de ronde des courtines.
Placée sur le point culminant de la ville, à 110 m, la tour permettait de repérer la cité de très loin, mais aussi d’observer les alentours depuis son sommet, et notamment la via Domitia. Pour autant, là encore, son rôle est plus prestigieux que militaire, puisque la paix romaine est installée pour longtemps.
La tour Magne, comme l’enceinte et les portes, ont donc plus un rôle prestigieux, et sont en fait une récompense à loyauté nîmoise envers Auguste. Ce don s’inscrit parfaitement dans la relation entre la ville et Rome, et en particulier avec Auguste. L’empereur était en effet très aimé à Nîmes comme l’importance du culte impérial le montre. Il semble que cette attachement était réciproque puisque Auguste parait avoir placé la ville sous sa protection.

### Le sanctuaire de la fontaine

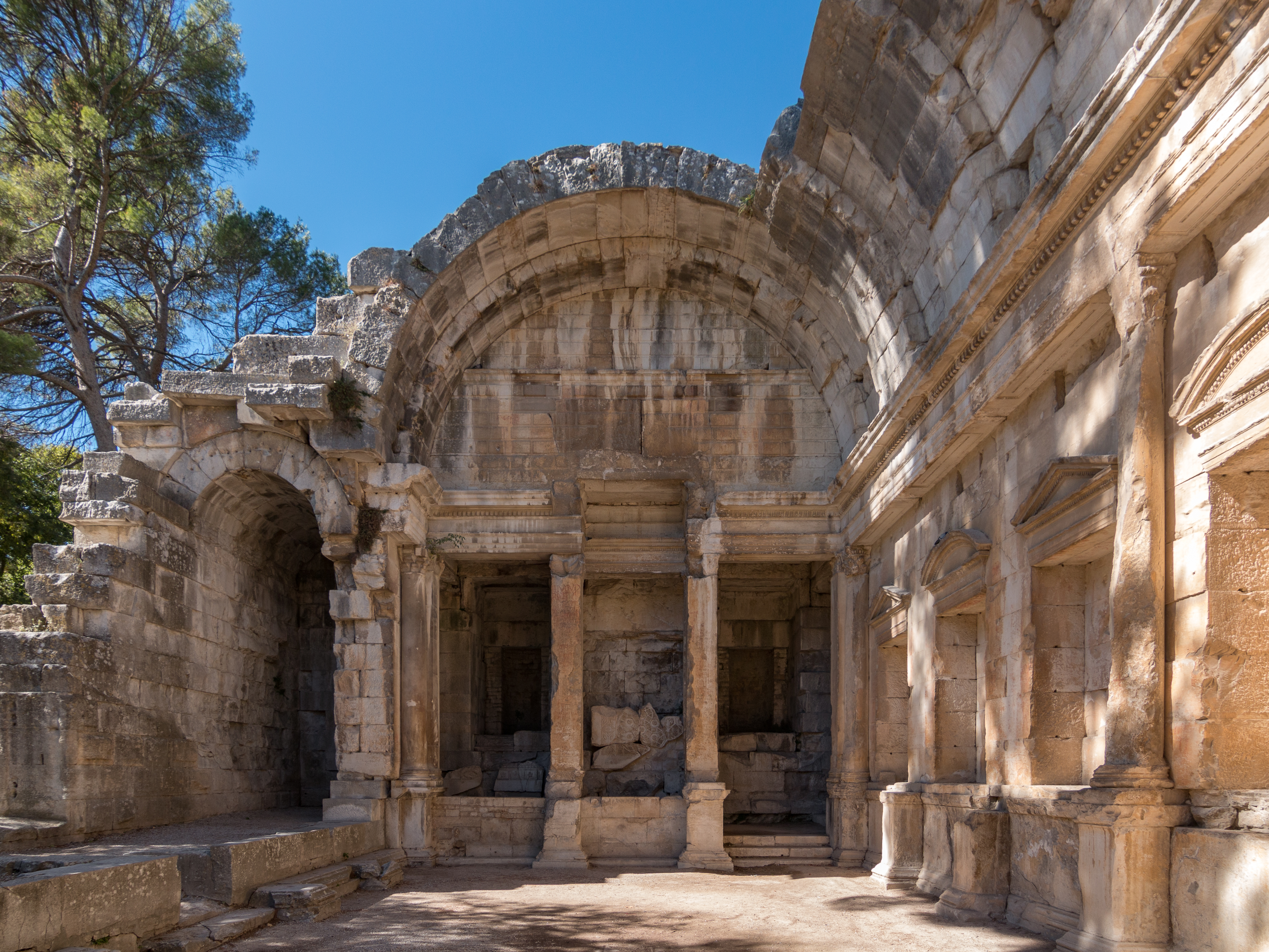
Le temple de Diane

À l’emplacement de la source originelle sur laquelle la ville a été fondée, la fontaine devait avoir un rôle capital, puisqu’on devait y célébrer un culte au dieu Nemausus. Peu avant le début de notre ère, on y instaure un autel dédié au culte d’Auguste. Au fur et à mesure c’est un véritable sanctuaire dédié au culte impérial qui est mis en place autour de la fontaine.
Dans cet « Augusteum » on retrouve en plus de cet autel à l’empereur aménagé au centre d’un nymphée, un théâtre ou odéon, et un curieux édifice voûté que l’on appelle aujourd’hui « temple de Diane ». En réalité on ignore s’il s’agit véritablement d’un temple, puisque certaines indications pourraient laisser penser qu’il s’agissait d’une bibliothèque. Bon nombre d’hypothèses ont d’ailleurs été émises à propos de cet édifice, mais aucune n’a pu être démontrée encore aujourd’hui.
Le site du sanctuaire, dominé par la tour Magne qui avait aussi pour rôle la signalisation de sa présence, était par ailleurs fermé par un triple portique doté d’une entrée monumentale le reliant au reste la ville.

### La maison carrée
La Maison Carrée, temple du forum de la ville, était le second lieu dédié au culte impérial avec le Sanctuaire de la Fontaine. Il s’agit du temple le mieux conservé du monde romain. Cet édifice a été bâti entre 10 avant notre ère et l’an 4 de notre ère, à l’extrémité sud du forum, sous le règne d’Auguste.
Sa première restauration a été opérée entre 1670 et 1691.

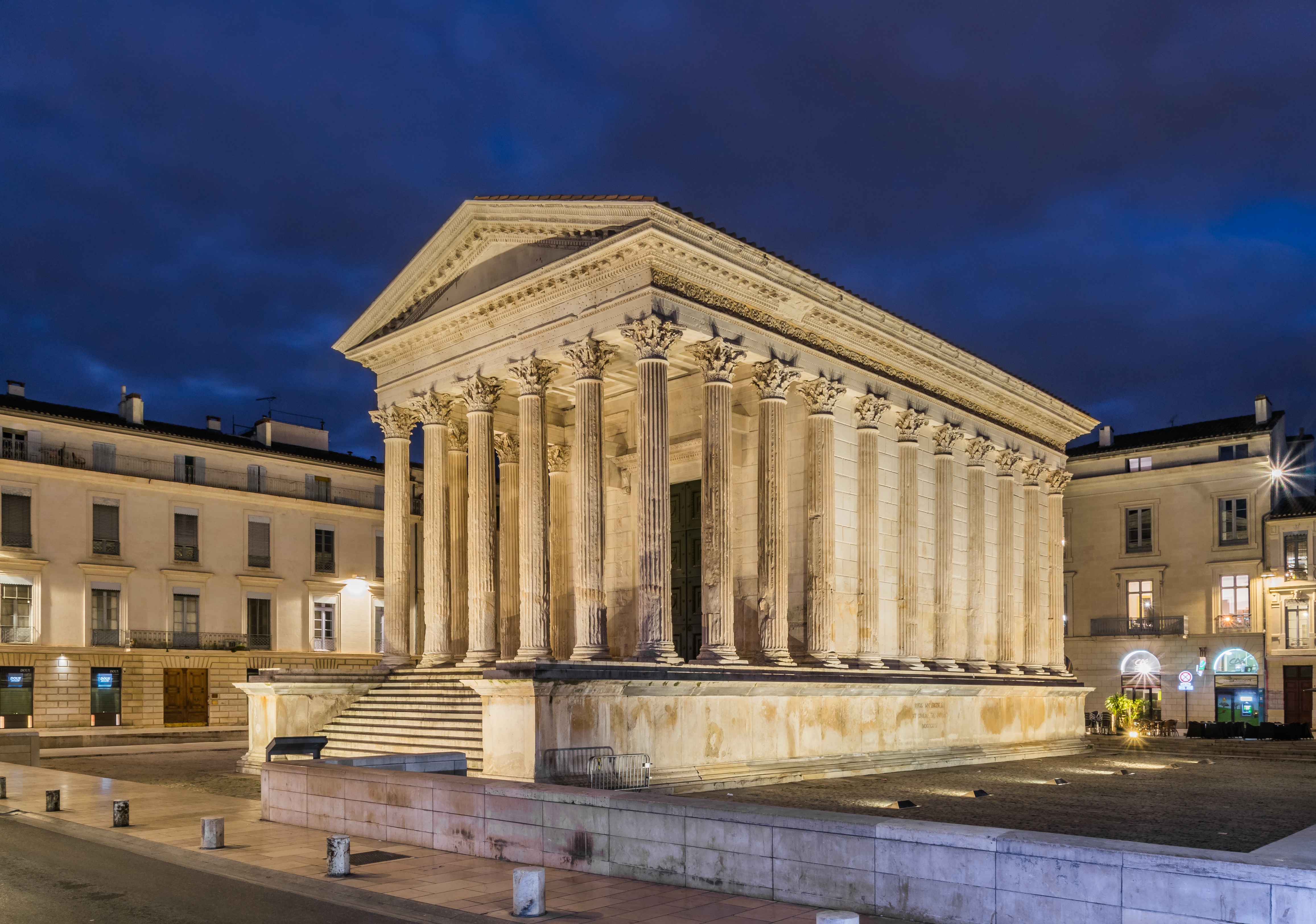
Maison carré de Nîmes